# Frael Bruc 100
Frael Bruc 100 (Bruc 100) је кућни рачунар, производ фирме Frael који је почео да се израђује у Италији током 1987. године.
Користио је Z80A као централни микропроцесор а RAM меморија рачунара Bruc 100 је имала капацитет од 64 KB (28815 бајтова слободно). 

## Детаљни подаци
Детаљнији подаци о рачунару Bruc 100 су дати у табели испод.
|                       |                                                                                 |
| [ 1 ]                 |                                                                                 |
| Произвођач            |                                                                                 |
| Тип                   | кућни рачунар                                                                   |
| Меморија              | 64 (28815 бајтова слободно)                                                     |
| Поријекло             | Италија                                                                         |
| Година                | 1987                                                                            |
| Тастатура             | тастатура са пуним помаком тастера, 107 тастера                                 |
| Процесор              |                                                                                 |
| Фреквенција процесора | 3,5                                                                             |
| RAM                   | 64 (28815 бајтова слободно)                                                     |
| ROM                   | 32 KB                                                                           |
| Текст                 | 40 знакова x 24 линије                                                          |
| Графика               | 256 x 192 тачака                                                                |
| Боја                  | 16 ?                                                                            |
| Звук                  | General Instruments AY-3-8910 програмибилни генератор звука; ? канала, 8 октава |
| Димензије             | непознато                                                                       |
| Портови               |                                                                                 |
| Оперативни систем     |                                                                                 |